# Azé (Saône-et-Loire)
Azé is een gemeente in het Franse departement Saône-et-Loire (regio Bourgogne-Franche-Comté). De plaats maakt deel uit van het arrondissement Mâcon. Azé telde op 1 januari 2022 1.082 inwoners.

## Geografie
De oppervlakte van Azé bedroeg op 1 januari 2022 14,97 vierkante kilometer; de bevolkingsdichtheid was toen 72,3 inwoners per km².

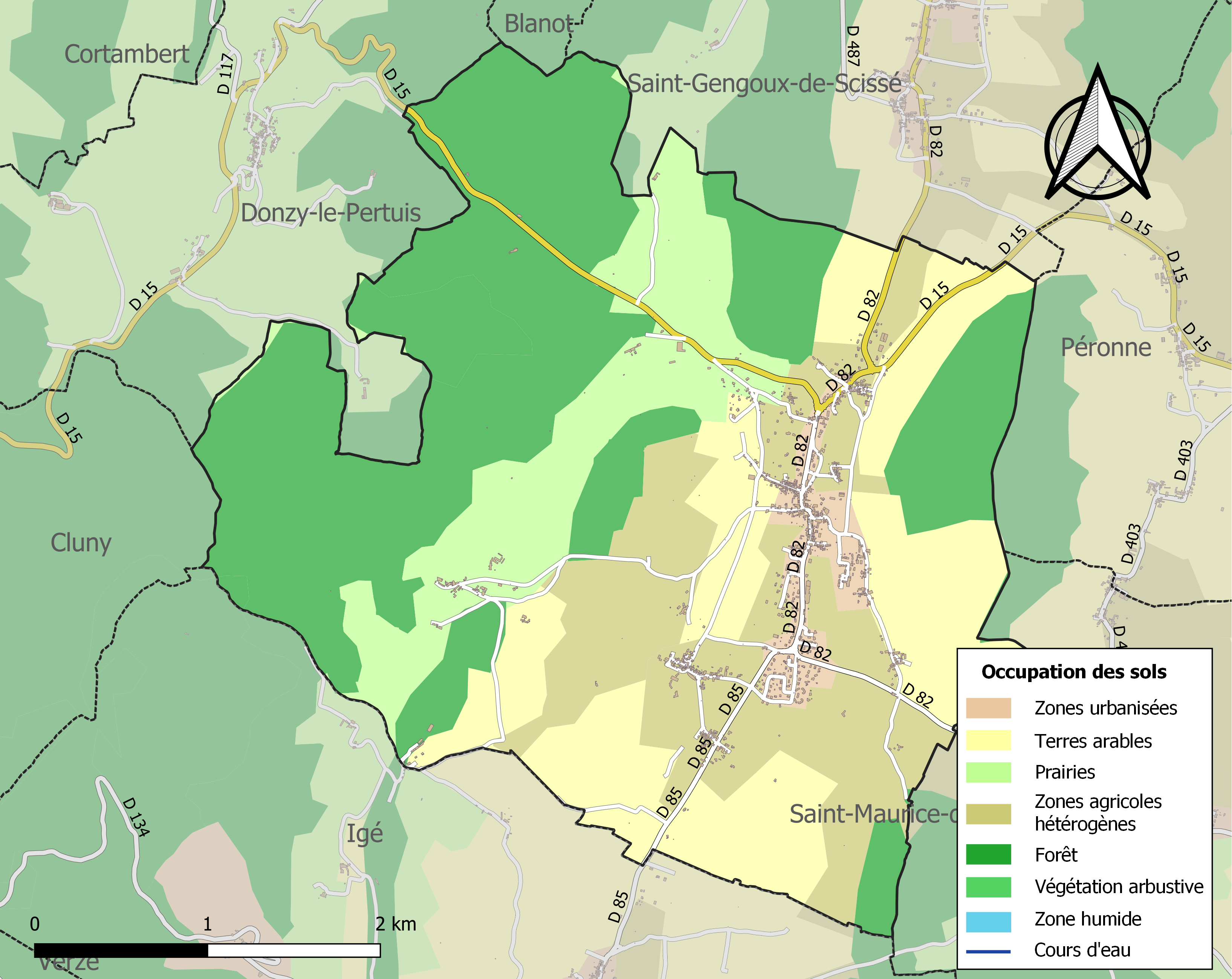
Kaart van de gemeente met de belangrijkste infrastructuur, bodemgebruik en omliggende gemeenten

## Demografie
Onderstaande figuur toont het verloop van het inwonertal (bron: INSEE-tellingen).